# Soulier d'or belge 1962
Le Soulier d'or 1962 est un trophée individuel, récompensant le meilleur joueur du championnat de Belgique sur l'ensemble de l'année 1962. Ceci comprend donc à deux demi-saisons, la fin de la saison 1961-1962, de janvier à juin, et le début de la saison 1962-1963, de juillet à décembre.

## Lauréat
Il s'agit de la neuvième édition du trophée, remporté par le milieu de terrain du RSC Anderlecht Jef Jurion. C'est la deuxième fois qu'il obtient cette récompense, après celle de 1957, devenant le deuxième joueur à remporter une « paire ». C'est également la troisième année consécutive qu'un joueur anderlechtois est sacré, après les 2 trophées décrochés par Paul Van Himst, quatrième cette année.
Le nombre de votants augmente, ce qui permet à Jurion de battre le record de points de Rik Coppens, avec un score de 262. Le deuxième, Jean Nicolay, termine à distance respectable avec 181 points.

## Top 5
| Place | Joueur             | Nationalité | Club(s)           | Points |
| ----- | ------------------ | ----------- | ----------------- | ------ |
| 1.    | Jef Jurion         |             | RSC Anderlecht    | 262    |
| 2.    | Jean Nicolay       |             | Standard de Liège | 181    |
| 3.    | Laurent Verbiest   |             | RSC Anderlecht    | 76     |
| 4.    | Paul Van Himst     |             | RSC Anderlecht    | 36     |
| 5.    | Robert Deurwaerder |             | FC Bruges         | 22     |